# Де Ля Брюйер, Андре Адриан Жозеф
Андре Адриан Жозеф де Ля Брюйер (фр. André Adrien Joseph de La Bruyère; 1768—1808) — французский военный деятель, бригадный генерал (с 29 августа 1803 года), участник революционных и наполеоновских войн.

## Биография
Он начинает службу 4 мая 1779 года в качестве ученика в военном училище Ребе, затем 7 октября 1782 года как дворянин переводится в Париж. Выпускается со званием младшего лейтенанта 23 января 1783 года, и 26 мая 1786 года зачисляется в полк Бассиньи.
10 января 1790 года получает звание лейтенанта, 10 января 1792 года — капитана, и 20 декабря возглавляет гренадерскую роту, а затем принимает командование над 2-м батальоном 4-го сводного гренадерского полка. 26 июля 1793 года, хотя он по-прежнему капитан, возглавляет 32-й полк, а 1 октября 1793 года уже в звании командира батальона зачисляется в штаб армии.
Он служит с отличием в 1792—1801 годах в армиях Арденнской, Рейнской, Майнцской, Западной, Берегов Океана и Английской. Участвует во взятии Шпира 29 сентября 1792 года, Майнца 21 октября 1792 года, блокаде Майнца в 1795 году. 1 апреля 1793 года он спасает со своими гренадерами три орудия, перевернувшихся в кювет и брошенных около Майнца. 14 июня он разбирает 300 заборов около австрийских постов у кирпичного завода, и укрепляет оборону в деревне Костхайм прямо под носом у противника. 8 июля 1793 года чуть было не попал в плен во время атаки противника на эту деревню, но сумел вырваться из рук четырёх гессенских гренадер, был ранен в правую руку, однако сумел убить двоих из них, а остальных обратить в бегство. За эти действия получил самые лестные похвалы от генерала Обера дю Байе.
19 сентября 1793 года в деле у Пайе возле Клиссона в Вандее, под ним был убит конь, а сам он получил 22 раны при отступлении от этого города. 15 октября 1793 года в бою при Сен-Кристоф-дю-Буа он потерял трёх лошадей, убитых под ним, и получил восемнадцать ран, в том числе перелом бедра, перелом плеча и сквозное пулевое ранение. Его оставили умирать на поле боя, он был полностью раздет, и был спасён представителями миссии Мерлена, которые вынесли его с поля боя.
После его выздоровления в Седане, он вступил в ряды Западной армии, и 17 октября 1794 года отметился своей храбростью, захватив флаг повстанцев. 3 апреля 1795 на дороге из Шемилля в Шоле на него напали несколько шуанов, и он был ранен тремя выстрелами в левую ногу и в челюсть.
4 июля 1795 он с двумя гусарами был послан в штаб мятежников генерала Стоффле с целью выяснить намерения последнего. 31 июля захватывает гидон гусаров Шаретта, и заслуживает, чтобы его поведение было упомянуто в докладе главнокомандующего. 2 февраля 1796 года, во время нового восстания Стоффле, он выдвигается с 2 гидами и 2 егерями в Кот-д’Ор к месту встречи мятежников возле Сен-Макэра, порубив, рассеяв и захватив их оружие и обмундирование. Он был произведён в полковники штаба в тот же день.
20 февраля 1801 года назначен начальником штаба 22-го военного округа, 23 сентября 1801 года отправлен на лечение. 14 декабря 1801 года возобновил свои функции в том же округе. 29 августа 1803 года стал бригадным генералом, и командовал последовательно департаментами Майенн и Эндр и Луара.
29 октября 1804 году он отправляется в Тулон, и 2 декабря 1804 года включается в состав экспедиционного корпуса под командованием генерала Лористона. Сражается в составе эскадры адмирала Вильнёва на линейном кораблем «Эндомптабль».
29 апреля 1805 года он назначается в 26-й военнуый округ, а затем переходит в Армию Берегов Океана, а с 31 августа в резерв армии. 25 октября 1806 года он был прикреплён к 1-му корпусу Великой Армии, и участвует во всех делах, которые имеют место в начале кампании 1807 года. С 4 декабря 1806 года по 1 января 1807 года был губернатором Варшавы. 21 февраля 1807 года получил под своё начало 1-ю бригаду 1-й пехотной дивизии 1-го корпуса Великой Армии, и уже 26 февраля 1807 года в бою у Браунсберга он сумел отличиться, когда командовал правым крылом сил Дюпона, отбил атаки 10,000 противников, которые угрожали флангам французов, и во главе своих войск атаковал русских в штыки и изгнал из города, уничтожив 2,000 из их числа, захватив 16 пушек и 2 флага. 14 июня 1807 года отличился в сражении при Фридланде.
С ноября 1808 года сражается в Испании. Участвует в боях у Эспиносы 10-11 ноября и Сомосьерре 30 ноября. 2 декабря 1808 года в вечернее время он штурмует окрестности Мадрида, но будучи ранен выстрелом в горло, умирает на следующий день от полученной раны.

## Воинские звания
- Кадет (4 мая 1779 года);
- Младший лейтенант (23 января 1783 года);
- Лейтенант (10 января 1790 года);
- Капитан (10 января 1792 года);
- Командир батальона (1 октября 1793 года);
- Полковник штаба (2 февраля 1796 года);
- Бригадный генерал (29 августа 1803 года).

## Титулы
- Барон Ля Брюйер и Империи (фр. baron La Bruyère et de l'Empire; декрет от 19 марта 1808 года, патент не подтверждён)

## Награды
- Легионер ордена Почётного легиона (11 декабря 1803 года);
- Коммандан ордена Почётного легиона (14 июня 1804 года);
- Великий офицер ордена Почётного легиона (11 июля 1807 года).